# Saint-Léonard (Gers)
Saint-Léonard é uma comuna francesa na região administrativa de Occitânia, no departamento de Gers. Estende-se por uma área de 13,11 km². Em 2010 a comuna tinha 184 habitantes (densidade: 14 hab./km²).